# Felix von Schumacher (1856-1916)
Felix von Schumacher (Kasteel van Sclassin, Pepinster, 29 maart 1856 - Bern, 21 maart 1916) was  een in België geboren Zwitsers ingenieur en politicus uit het kanton Luzern.

## Biografie
Felix von Schumacher was een zoon van Felix von Schumacher en een broer van Edmund von Schumacher. Hij huwde in 1905 met Emilie von Linden.
Na zijn schooltijd in Luzern studeerde hij voor burgerlijk ingenieur aan de Federale Polytechnische Hogeschool van Zürich en de polytechnische school van Karlsruhe in het Duitse Keizerrijk. Na zijn studies werd hij ingenieur bij de Schweizerische Centralbahn. In deze functie zou hij meerdere spoorweglijnen ontwerpen in de Zwitserse bergen, in het bijzonder in het Engadin.
Daarenboven was hij consul van zijn geboorteland België tot 1908. In dat jaar volgde hij zijn broer Edmund von Schumacher op in de Regeringsraad van Luzern, de kantonnale regering van Luzern. Hij was er tot zijn overlijden in 1916 bevoegd voor het departement Openbare Werken.
Hij was tevens bestuurder bij de Zwitserse federale spoorwegen (SBB CFF FFS). In het Zwitserse leger was hij kolonel.
- Base de données des élites suisses: 56115
- Gemeinsame Normdatei: 105163041X
- Historisch woordenboek van Zwitserland: 005185
- Virtual International Authority File: 308728801